# Джаггер, Мик
Сэр Майкл Филипп (Мик) Джа́ггер (англ. Michael Philip «Mick» Jagger; род. 26 июля 1943[…], Дартфорд, Кент) — британский рок-музыкант, актёр, продюсер, вокалист рок-группы The Rolling Stones. С 1998 года входит в Зал славы рок-н-ролла, с 2004 года (с момента основания) — в Зал славы музыки Великобритании (UK Music Hall of Fame). В 2008 году американский журнал Rolling Stone поместил Джаггера на 16-е место в списке 100 величайших певцов всех времён, а в аналогичном списке из 200 величайших певцов всех времён, опубликованном в 2023 году — на 52-е место.

## Биография
Мик Джаггер родился 26 июля 1943 года в Дартфорде (графство Кент). Его отец работал преподавателем физкультуры, а мать участвовала в работе ассоциации консерваторов. У Мика есть младший брат Крис Джаггер, который тоже стал певцом и музыкантом, и с которым они выступали вместе.
Майкл учился в Лондонской школе экономики и политических наук (LSE). Университет не представлял никакого интереса для Майкла, единственное, что ему нравилось — это пение. Вскоре он ушёл из университета по причине того, что образованная им вместе с Брайаном Джонсом и Китом Ричардсом группа The Rolling Stones становилась все более и более популярной.

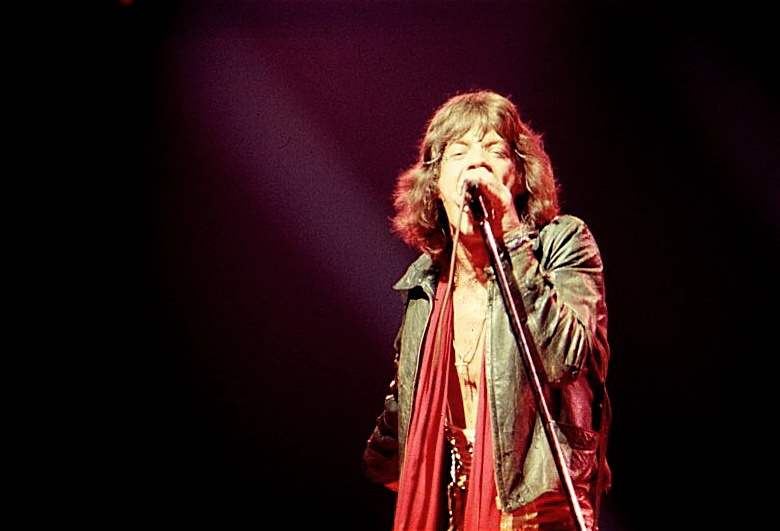
Джаггер в 1972 году

Мик Джаггер и Кит Ричардс познакомились на игровой площадке. В 1958 году Джаггер стал участником блюзовой группы «Little Boy Blue & The Blue Boys». Кит поступил в школу искусств, где познакомился со старым другом Мика и его коллегой по «Little Boy Blue» Диком Тэйлором. При очередной встрече Майка и Кита товарищи сошлись на том, что Кит должен пройти прослушивание в «Little Boy Blue & The Blue Boys». В 1961 году Майк Джаггер стал Миком Джаггером. К тому времени Брайан Джонс покинул «The Ramrods», в которой он играл на альт-саксофоне, и переехал в Лондон. Он устроился гитаристом в «Blues Incorporated», мечтая о создании собственной группы, куда хотел пригласить своего друга и коллегу, блюзового пианиста Иэна Стюарта. В «Blues Inc.» играл и Чарли Уоттс. В конце года произошло знакомство Брайана с Миком и Китом. Они часто играли вместе, ангажируя также Дика Тэйлора и Иэна Стюарта.
В 1962 году в «Jazz News» впервые промелькнуло название «Rolling Stones». А 12 июля состоялось первое официальное выступление группы в лондонском клубе «Marquee». В сентябре Дик Тэйлор покинул команду, а в декабре Билл Уаймен официально присоединился к группе как басист. В январе 1963 к «Stones» присоединился Чарли Уоттс, сменив Мика Эйвори.

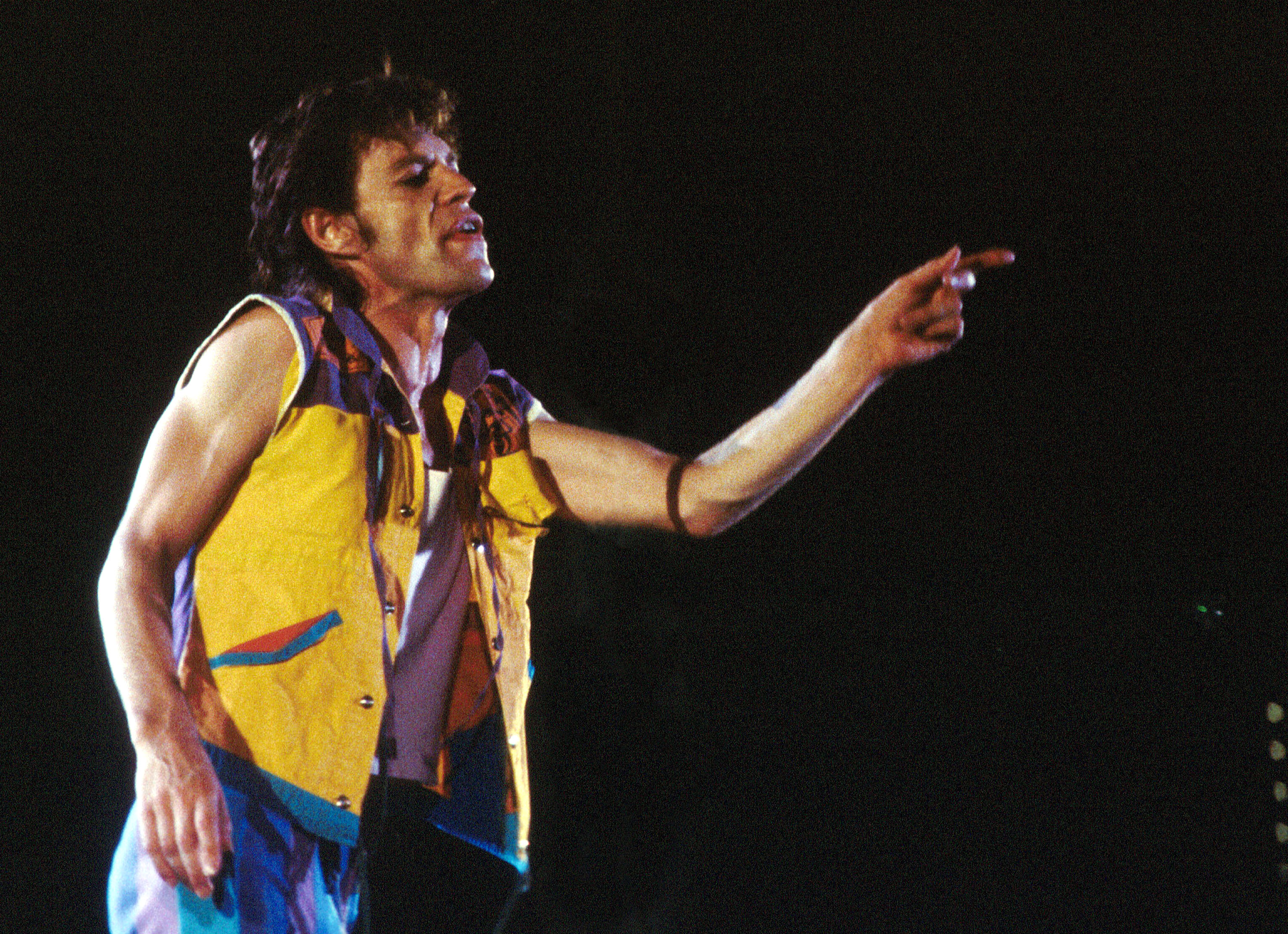
Джаггер в 1982 году

Образ, созданный Джаггером на сцене, уникален. Его голос, временами грубый, временами женственный и мягкий, толстые губы, похотливая улыбка, недвусмысленные сексуальные движения на концертах перед многотысячной толпой, агрессия, энергичность, и вместе с тем, дурашливость и кривляние — всё это сделало Джаггера одним из самых популярных рок-фронтменов.
В одном из интервью Мик Джаггер, сравнивая 1968 и 1998 год, сказал, что раньше в троице «Секс, наркотики и рок-н-ролл» секс стоял на первом месте, а теперь на его месте наркотики. Тогда Джаггер заявил, что бросает пить, курить и принимать наркотики. Причиной такого решения стало беспокойство о собственном здоровье, ведь Джаггер уже немолодой. «Я дорожу своим добрым именем и не желаю прослыть старой развалиной. Ведь мы все ещё „звезды“, хоть и со статусом „живых легенд“!» — заявил Мик Джаггер.
Заслуги Джаггера на музыкальном поприще были высоко оценены — к 60-летнему юбилею (2003) королева Елизавета II посвятила Джаггера в рыцари.
В 2010 году Мик Джаггер создал новую группу, получившую название «SuperHeavy» (англ. «Супертяжёлый»). В её состав вошли Мик, бывший участник проекта «Eurythmics» Дэйв Стюарт, младший сын Боба Марли Дэмиан, певица Джосс Стоун и индийский композитор А. Р. Рахман, известный, в частности, по саундтрекам к фильмам Дэнни Бойла «Миллионер из трущоб» и «127 часов». Источники, близкие к музыкантам, сообщают, что «SuperHeavy» записали ряд песен и даже сняли клип на песню «Miracle Worker».
В 2012 году Мик Джаггер принял участие в знаменитом stand-up comedy шоу — Saturday Night Live, где не только выступил как исполнитель совместно с Foo Fighters и Arcade Fire, но и продемонстрировал свои актёрские способности в жанре миниатюр.
В апреле 2019 года Мик Джаггер успешно перенес операцию на сердце.
В апреле 2021 года опубликовал в своем Youtube-канале ролик на записанную вместе с лидером Foo Fighters Дэйвом Гролом песню «Easy Sleazy», посвященную пандемии коронавируса. По словам 77-летнего музыканта, новую песню он написал во время локдауна и под впечатлением от него

## Активизм
В 2019 году Мик Джаггер поддержал экоактивистов на Венецианском кинофестивале. Мик выразился так:
Я рад, что они это делают. Потому что именно они унаследуют планету.
28 февраля 2022 года Мик поддержал Украину в Российском вторжении на Украину, опубликовав на своей странице в Facebook ссылку на статью со способами помощи Украине.

## Семейная жизнь
Мик Джаггер был дважды женат, у него 8 детей от пяти женщин, 5 внуков и правнучка.
- Партнёрша/отношения — Марианна Фейтфулл (1966—1970), певица, музыкант и актриса.
- Партнёрша — Марша Хант (1969—1970), певица.
  - Дочь — Кэрис Хант Джаггер (род. 4 ноября 1970).
- Жена — Бьянка Джаггер (в браке с 12 мая 1971 по май 1978), никарагуанская актриса и адвокат.
  - Дочь — Джейд Шина Джезебел Джаггер (род. 21 октября 1971).
    - Внучка — Ассизи Лола Джексон (род. 2 июля 1992).
      - Правнучка — Эзра Кей (род. 19 мая 2014)[22].

    - Внучка — Эмба Айзис Джексон (род. 26 мая 1996).
    - Внук — Рэй Эммануэль Филлари (род. 11 июня 2014).
- Партнёрша — Джерри Холл (1977—1999, неофициальный брак 1990—1999), модель.
  - Дочь — Элизабет Скарлетт Джаггер[англ.] (род. 2 марта 1984).
  - Сын — Джеймс Лерой Огастен Джаггер (род. 28 августа 1985).
  - Дочь — Джорджия Мэй Айиша Джаггер (род. 12 января 1992), модель[23].
  - Сын — Габриэль Люк Борегард Джаггер (род. 9 декабря 1997).
- Отношения — Карла Бруни (1991—1994), супермодель, певица, супруга экс-президента Франции Николя Саркози.
- Партнёрша — Лусиана Хименес Морад[англ.] (род. 3 ноября 1969), модель.
  - Сын — Лукас Морис Морад Джаггер (род. 18 мая 1999).
- Партнёрша — Ларен Скотт (фактический брак 2001—2014), американская фотомодель и стилист.
- Партнёрша — Мелани Хемрик (род. 1987), балерина.
  - Сын — Деверо Октавиан Бэзил Джаггер (род. 8 декабря 2016).

## Дискография

### Альбомы
- 1985 — She’s The Boss.
- 1987 — Primitive Cool.
- 1993 — Wandering Spirit.
- 2001 — Goddess in the Doorway.
- 2004 — Alfie (Soundtrack).
- 2007 — The Very Best Of Mick Jagger.

## Фильмография
- Sympathy for the Devil (реж. Ж.-Л. Годар) (1968)
- Представление (снят — 1968, вышел — 1970)
- Нед Келли (1970)
- Rutles:All You Need Is Cash (1978)
- Running out of Luck (1987)
- Корпорация «Бессмертие» (Беглец) (1992)
- Склонность (1997)
- Побег с Елисейских полей (2001)
- The Rolling Stones. Да будет свет (2008) — фильм-концерт М. Скорсезе.
- Baden-baden (2008)
- Ограбление на Бейкер-стрит (2008)
- Искусство ограбления (2019)

## Пародии
В Великобритании:
- Мика Джаггера пародировали Бенни Хилл (пародировал также и других участников группы The Rolling Stones[24]), Фредди Старр[25], Кенни Эверетт[26] и другие.
- В компьютерной игре Rock Star Ate My Hamster есть персонаж по имени Dick Knackered — пародия на Мика Джаггера.
- Мика Джаггера пародировал Гарри Стайлз (вокалист англо-ирландского бой-бэнда One Direction) на шоу Saturday Night Live в апреле 2017 года[27].

В США:
- Пародию на Мика Джаггера в своем шоу показывал комик Грег Трэвис[28].

В Аргентине:
- Пародию на Мика Джаггера показал Бенхамин Рохас на шоу Federal S.A.

Во Франции:
- Пародия на Мика Джаггера и других участников группы The Rolling Stones имеется в фильме «Луиз: истинная история рок-н-ролла» (1996).

В России:
- Пародию на Мика Джаггера показал Тимур Аршба (Команда КВН «Нарты из Абхазии»)[29] — участник команды КВН «Нарты из Абхазии»[30].